# Тураев, Ботир Эшбаевич
Ботир Эшбаевич Тураев (род. 7 ноября 1966 года, г. Ташкент) — узбекский государственный деятель, экономист.
Член действующего Кабинета Министров Республики Узбекистан (с 11 февраля 2015). Работает в Правительстве Узбекистана Председателем Государственного комитета Республики Узбекистан по статистике с 9 февраля 2010 года.
Имеет высшее экономическое образование. Окончил Ташкентский институт народного хозяйства  по специальности «Статистика» в 1989 году.

### Карьера
- В 1989—1992 годах — работал в Ташкентском институте народного хозяйства.
- В 1992—1993 годах — был ассистентом, преподавателем, аспирантом на кафедре «Статистика» в Ташкентском институте народного хозяйства.
- В 1993—2004 годах — работал на различных должностях в системе Центрального банка Республики Узбекистан.
- В 2004—2006 годах — работал заместителем Хокима Джизакской области по вопросам экономики и социального развития Республики Узбекистан.
- В 2006—2010 годах — был назначен первым заместителем Председателя Госкомстата Республики Узбекистан.
- Указом Президента Республики Узбекистан от 9 февраля 2010 года Ботир Эшбаевич Тураев назначен на должность Председателя Государственного комитета Республики Узбекистан по статистике[2].
- С 2010 по 2017 гг. — Председатель Государственного комитета Республики Узбекистан по статистике[3].